# Museo Arqueológico de Áncash Augusto Soriano Infante
El Museo Arqueológico de Áncash "Augusto Soriano Infante", antiguamente Museo Regional de Áncash, es un museo arqueológico creado el 22 de octubre de 1935 a sugerencia de Julio C. Tello y bajo la iniciativa del Rvdo. Augusto Soriano Infante, de ahí su nombre. Se ubica frente a la Plaza de Armas de Huaraz, en el distrito y provincia del mismo nombre en la región Áncash. 

## Colecciones
El Museo Arqueológico de Áncash presenta tres niveles de construcción, y al interior de ella se encuentra dividido en 4 salas de exhibición, en las cuales se pueden apreciar diferentes tipos de materiales culturales: cerámica, textiles, metales, material lítico, óseo animal y humano (momias) etc.; ejemplificando el desarrollo cultural y tecnológico dado en la región Áncash durante la época prehispánica (10,500 a. C – 1532 d. C) así destaca la muestra de la Cueva de Guitarrero, de las culturas Chavín, Moche, Recuay, Wari, Chimú e Inka.
También se exhiben varias piezas de orfebrería y cerámica halladas en la Tumba de Jancu, sitio ubicado al sureste del distrito de Huaraz.

## Parque Lítico
El museo cuenta con un jardín interior en donde se encuentran más de 150 monolitos de piedra, principalmente de la cultura Recuay. Es reconocido por contar con el Parque Lítico más grande de América del Sur. Aparte de presentar en la misma parte representativa de la flora nativa de la región como el quenual, aliso, molle y el capulí.

## Exposiciones temporales
El 14 de noviembre de 2018 se inauguró una exposición sobre las cabezas clavas de la cultura Recuay con base en los artefactos que forman parte del depósito del museo.

## Galería

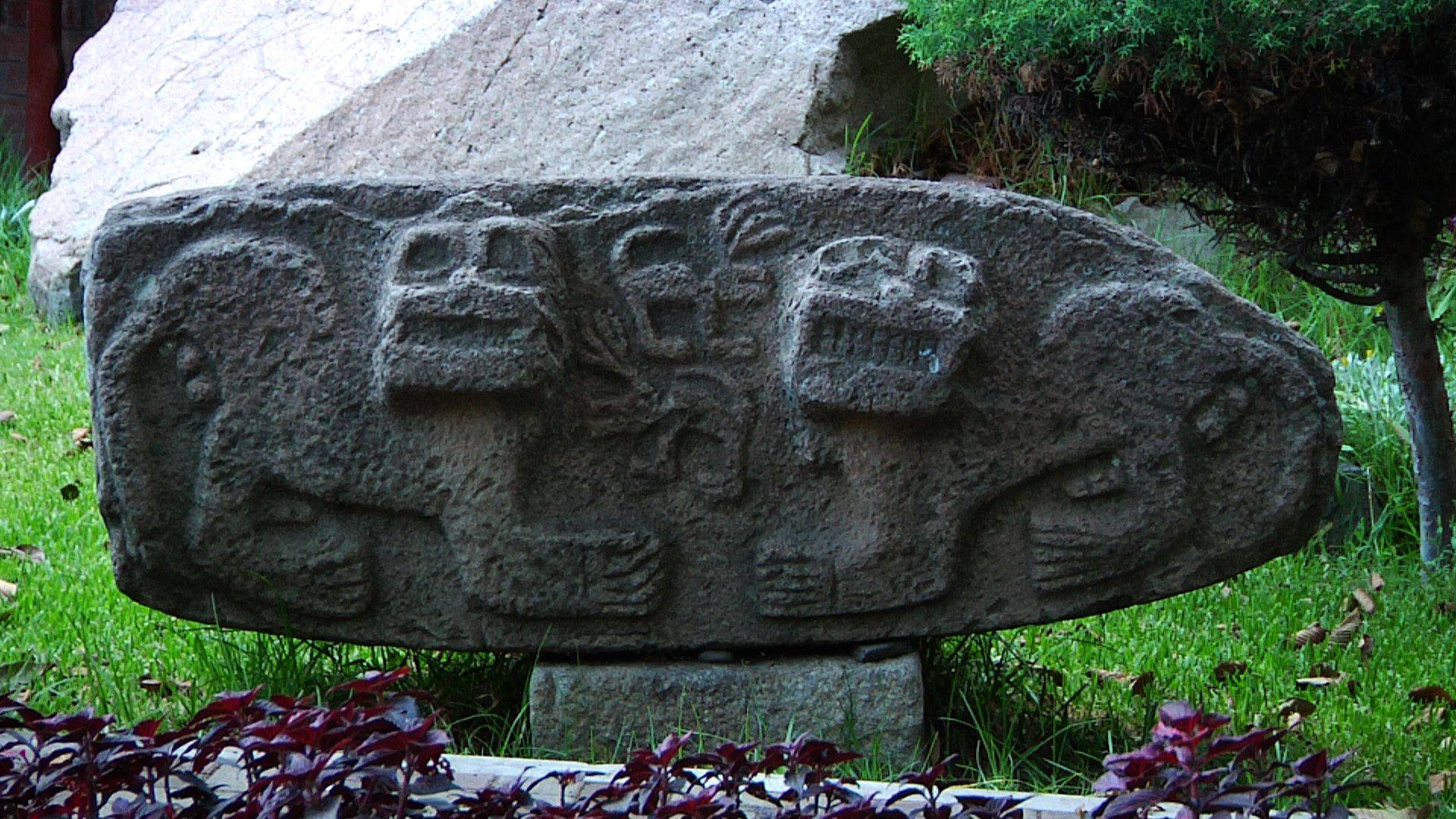
Monolito Recuay con dos felinos y dos venados.
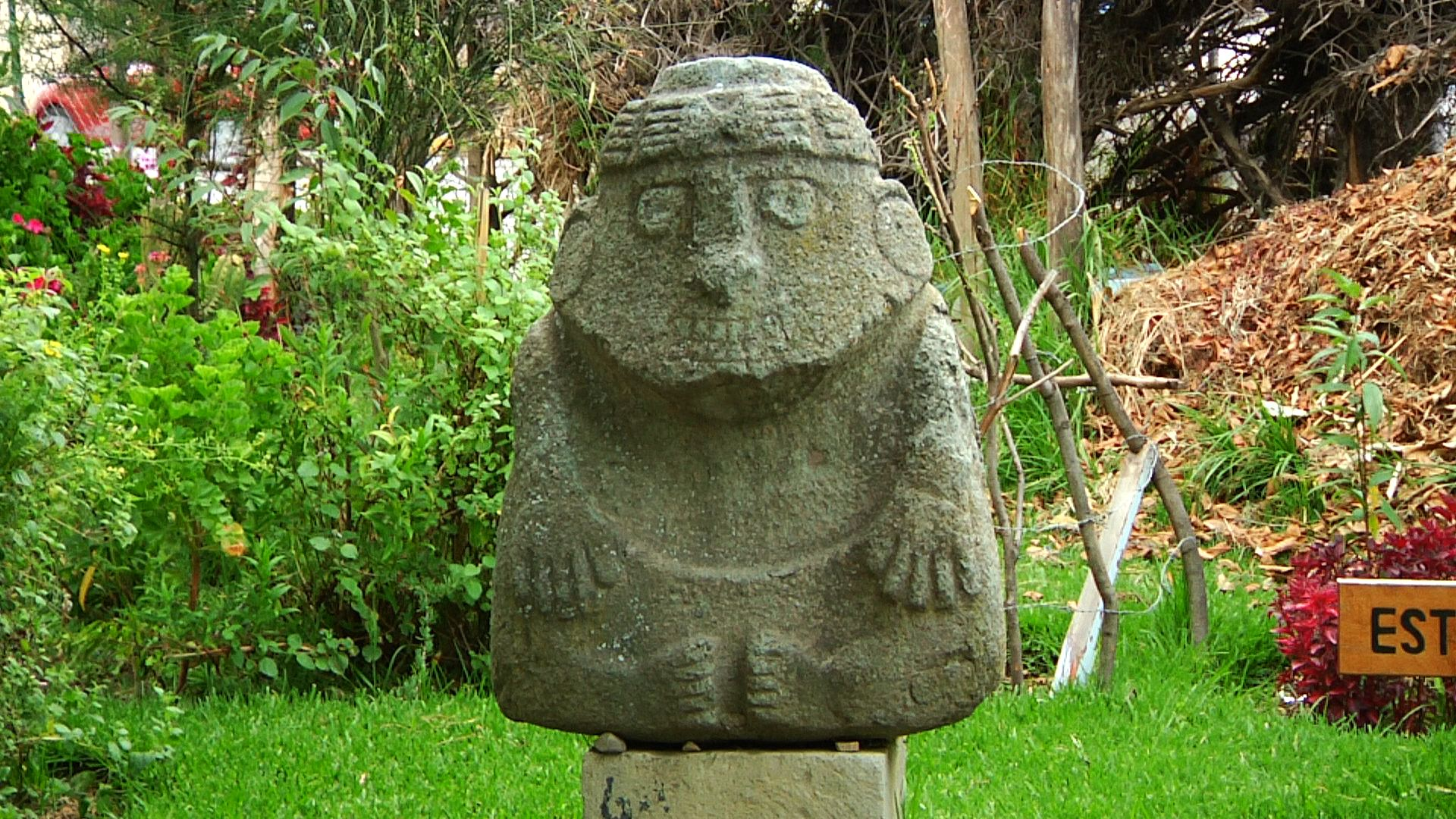
Monolito Recuay representando a un hombre.